# دييغو غونزاليس (متسابق يخت)
دييغو غونزاليس (بالإسبانية: Diego González) هو متسابق يخت تشيلي، ولد في 24 سبتمبر 1987 في سانتياغو في تشيلي.

## وصلات خارجية
- دييغو غونزاليس على موقع الاتحاد الدولي للملاحة الشراعية (موقع جديد) (الإنجليزية)
- دييغو غونزاليس على موقع اللجنة الأولمبية الدولية (الإنجليزية)
- دييغو غونزاليس على موقع أوليمبيديا (الإنجليزية)